# Bernlef

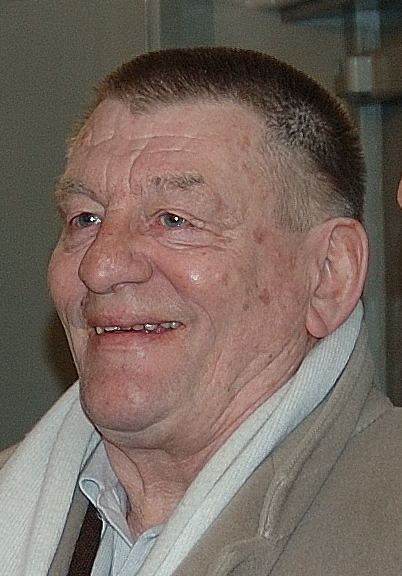
Bernlef.

Bernlef (tidigare J. Bernlef), pseudonym för Hendrik Jan Marsman, född 14 januari 1937 i Sint Pancras, Noord-Holland, död 29 oktober 2012 i Amsterdam, var en nederländsk författare, diktare och översättare. Från 2002 skrev han under pseudonymen Bernlef (utan den tidigare initialen J.).

## Verksamhet
Bernlef debuterade 1960 som diktare med Kokkels, och samma år som prosaförfattare med Stenen spoelen. För Kokkels erhöll han i november 1960 Reina Prinsen Geerligs-priset. 1984 blev han känd för en större publik med romanen Hersenschimmen (på svenska som Hjärnspöken, 1987), i vilken han detaljerat beskriver nedbrytningen av en dement mans psyke inifrån. Romanen filmades 1987 av Heddy Honigmann, och uppfördes 2006 i bearbetad form som teaterpjäs i regi av Guy Cassiers.
Bernlef har också gett ut under pseudonymerna Ronnie Appelman, J. Grauw, Cas den Haan, S. den Haan och Cas de Vries. Pseudonymen Bernlef härrör från den blinde frisiske diktaren Bernlef som levde på 700-talet.
Som översättare har Bernlef introducerat ett antal amerikanska och svenska diktare och prosaförfattare i det nederländska språkområdet, från engelska har han tolkat bland andra Marianne Moore och Elizabeth Bishop, och från svenska Tomas Tranströmer, Per Olof Sundman, Sven Lindqvist, P. O. Enquist och Lars Gustafsson.
I april 1997 förärades Bernlefs dikt zonder titel ("utan titel") en plats som väggdikt på Sint Ursulasteeg 28 i hörnet av Caeciliastraat i den holländska staden Leiden.

## Priser och översättningar
- AKO Literatuurprijs 1987 för Publiek geheim (på svenska som "En offentlig hemlighet")
- Mind Book of the Year Award 1988
- Diepzee-prijs 1989
- Fjärde plats i valet för bästa holländska böcker genom tiderna, 2012

### Översättningar
- Översättningar av hans mest kända bok, "Hersenschimmen":

| - Engelska, Out of mind - Franska, Chimères - Tyska, Hirngespinste - Svenska, Hjärnspöken - Danska, Hjernespind - Turkiska, Karaltilar | - Portugisiska, No limite da razao - Norska, Skyggebilder - Tsjeckiska, Zatmeni mosku - Japanska, Auto obu maindo - Kinesiska, Huang hu - Ungerska, Agyrémek |

## På svenska
(Samtliga översatta av Per Holmer)
- Hjärnspöken (Hersenschimmen) (Norstedt, 1987)
- En offentlig hemlighet (Publiek geheim) (Norstedt, 1989)
- Stjärnfall (Vallende ster) (Norstedt, 1991)
- Förmörkelse (Eclips (Norstedt, 1996)
- Vargton (Ellerström, 1997)
- Kall brand (Koud vuur och Aankomst) (Heidrun, 1997)
- Boy (Boy) (Norstedt, 2001)

## Fotnoter
1. ↑  Väggdikten zonder titel i Leiden. muurgedichten.nl